# Lönn
För andra betydelser, se Lönn (olika betydelser).
Lönn, även skogslönn, (Acer platanoides) är ett träd i familjen kinesträdsväxter. Dess vetenskapliga namn platanoides syftar på att dess handflikiga blad liknar platanernas blad, ett trädsläkte som ofta planteras som prydnadsträd i mellersta och södra Europa. Arten är reproducerande i Sverige.
Fornsvenskt namn är lyn eller løn, fornvästnordiska hlynr, møpurr, møsurr, møsurtre, forndanska løn.
Lönnen är Dalslands landskapsträd.

## Utbredning
Lönnen växer vild i stora delar av Europa och i västra Asien. Till Skandinavien invandrade lönnen under den senaste värmetiden för cirka 7 000 år sedan. 
I Sverige växer lönnen från Skåne i söder till Ångermanland, södra Västerbotten, Dalarna och Värmland i norr. Den saknas dock i den alpina och subalpina vegetationen.

## Beskrivning
Lönnen är ett ganska stort träd, som kan bli 20 till 30 meter högt och 150 år gammalt. Rotsystemet är djupgående och lönnen står därför emot stormar bra. Lönnen växer främst på djup mullrik basisk jord med jämn vattentillgång. Som ung tål den skugga bra, men som äldre träd behöver den mer ljus. Den kan angripas av rötsvampar som lönnticka och grentaggsvamp.

### Fortplantning
Ett utmärkande kännetecken för lönnen är den tvådelade klyvfrukten. Denna består av två delfrukter med var sitt vingliknande bihang. När delfrukterna faller till marken gör formen på vingarna att fallhastighet minskar. På så sätt kan de förbli svävande i luften tillräckligt länge för att vinden ska hinna föra dem en bit bort från moderträdet.
Liksom hos många andra nordiska växter gror lönnens frön endast om de övervintrat. Groningen sker tidigt på våren och hjärtbladen utvecklas fort för att groddplantan genast skall kunna börja utnyttja energin i solljuset, eftersom det inte finns något större näringsförråd i fröet. 
Lönnens blommor har den ovanliga kombinationen riklig nektaravsöndring och oansenliga, gulgröna hylleblad.  Nektarn avsöndras från den skiva som bildar blommans botten. Besök av insekter är nödvändiga för pollineringen, eftersom lönnens blommor är enkönade och lönnen också är tvåbyggare, det vill säga att vissa träd endast bär hanblommor och andra honblommor. Dock har honblommorna hos lönnen fullt antal ståndare, men dessa är outvecklade. Ibland händer det att ståndarna utvecklas. Då bildas en tvåkönad blomma och lönnen har därför ibland även kallats för mångbyggare.

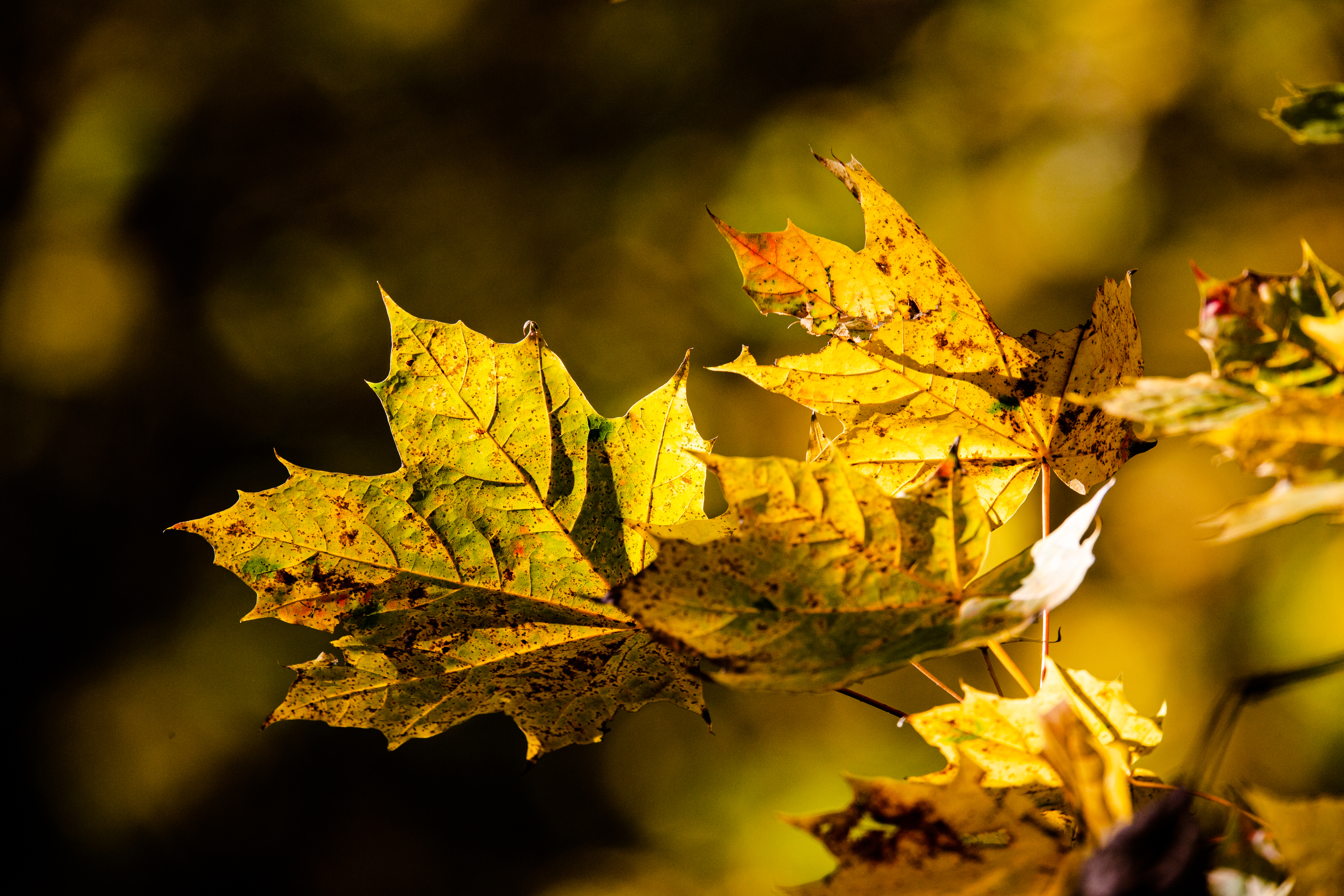
Höstgula lönnlöv

## Lönnen och människan
Lönnen växer snabbt och har en tät och rundad krona, något som gör den fördelaktig att plantera som prydnadsträd i parker och allér. Dess prunkande höstfärger i gult och rött, som framträder långt innan löven fälls, gör den också till ett uppskattat inslag i landskapet. Lönnen har också planterats som vårdträd på gårdar.
Veden är gulvit, lätt och finporig men samtidigt hård, seg och stark och används bland annat för tillverkning av musikinstrument, skrin, möbler, faner och parkettgolv. Barken kan användas till färgning. Stammens saft är under savstigningen på våren mycket riklig och kan liksom den nordamerikanska sockerlönnens inkokas till socker, vilket man också gjort historiskt i Sverige. Lönnlöv samlades och torkades till djurfoder. 
Lönnens delfrukter kallas av barn för "näsor". Om de öppnas och fröet petas bort, kan de tack vare sin klibbighet fästas en kortare stund på nästippen som en lösnäsa.

## Underarter
Arten delas in i följande underarter:
- A. p. platanoides
- A. p. turkestanicum

## Bevarandestatus
Arten har en stor och stabil population samt ett stort utbredningsområde. IUCN listar lönn som livskraftig (LC).